# Bouër
 Bouër  es una comuna y población de Francia, en la región de Países del Loira, departamento de Sarthe, en el distrito de Mamers y cantón de Tuffé.
Está integrada en la Communauté de communes du Pays de l'Huisne Sarthoise.

## Demografía
| 250 | 239 | 204 | 177 | 185 | 179 |
| Para los censos de 1962 a 1999 la población legal corresponde a la población sin duplicidades (Fuente: INSEE [Consultar]) |     |     |     |     |     |